# Vincent Yator
Vincent Kipsegechi Yator (né le 11 juillet 1989) est un athlète kényan, spécialiste du 3 000 m steeple.
En avril 2020, l' IAAF annonce qu'il est suspendu quatre ans pour dopage, à la suite de deux contrôles positifs, effectués en juillet 2019, et qui ont révélé des traces de métabolites de testostérone, ainsi que de prednisone et de prednisolone.

## Performances
Ses meilleurs temps sont :
- 3 000 m : 7 min 46 s 34 à Saint-Denis le 17 juillet 2009
- 3 000 m steeple : 8 min 29 s 07 à Hengelo en 2009

Il représente l'Afrique lors de la Coupe continentale d'athlétisme 2010.
Il a terminé 6e des Championnats du monde junior à Bydgoszcz en 2008.